# Чумна паличка
Чумна́ па́личка (лат. Yersinia pestis) — грам-негативна бактерія з роду Yersinia, родини Yersiniaceae.
За формою Yersinia pestis — біполярні кокобацили. Також як інші представники Enterobacteriaceae, вони мають ферментативний метаболізм. Y. pestis виробляє антифагоцитарний слиз. Рухома в ізоляції бактерія стає нерухомою, потрапивши в організм ссавця.
Yersinia pestis — збудник чуми.

## Історичні відомості
Y. pestis відкрив у 1894 році швейцарсько-французький лікар і бактеріолог, який працював у Інституті Пастера в Парижі, Александр Єрсен (фр. Alexandre Emile Jean Yersin) під час епідемії чуми в Гонконзі. Єрсен був прихильником школи Луї Пастера. Японський бактеріолог Кітасато Сібасабуро (англ. Kitasato Shibasaburo, яп. 北里柴三郎), який пройшов підготовку в Німеччині та практикував метод Роберта Коха, також в цей час був привернутий до пошуків збудника чуми. Але саме А. Єрсен фактично зв'язав чуму з Y. pestis. Бактерію спочатку назвали Pasteurella pestis, але в 1967 році її перейменували на честь А. Єрсіна.
ДНК цієї бактерії знайшли в зубах померлих від «Чорної смерті» (2-а пандемія чуми), тоді як тестування середньовічних останків людей, які померли від інших причин, не дало позитивного результату на Yersinia pestis. Це доводить, що Yersinia pestis була, як мінімум, супутнім чинником, хоча скоріше головним чинником у більшості (можливо, не у всіх) європейських епідеміях чуми. Влаштований чумою відбір вплинув на людську популяцію, усунувши індивідуумів, які були найбільш до неї схильні. Зменшення ареалу чумної палички після XIX століття відбулось через зміну умов проживання людей, зменшення ареалів певних гризунів, зміну кліматичних умов, тощо.

## Властивості

### Таксономія
- Родина Enterobacteriaceae
- Рід Yersinia (11 видів)
- Вид Y. pestis

Yersinia pestis може існувати в 2 фазах:
- а) сапрофітна — в оточуючому середовищі;
- б) паразитарна — в організмі тварин та людини;

### Морфологія
- Гр(-) поліморфні палички овоїдної форми;
- фарбуються біполярно (метод Леффлера);
- нерухомі;
- не утворюють спор;
- утворюють капсулу (в організмі людини та тварин);

### Культуральні властивості
- факультативні (необов'язкові) анаероби;
- оптимальна t = 28-30 °C (хоча мають загалом психрофільні властивості)
- невибагливі до поживних середовищ (хоча швидше зростають на тих, що містять кров)

Для культивування використовують:
- а) універсальні поживні середовища:

- м'ясо—пептонний агар (МПА) — вірулентні штами утворюють колонії R-форми: Стадійність росту на щільних середовищах:

- через 10–12 год. — «юна колонія» — стадія «битого скла»;
- через 18–24 год. — «зріла колонія» — «зім'ята мереживна хустинка» — біло-сірий ущільнений центр, прозорий ніжний край;
- через 48 год — «стара колонія» (ромашка) — центр коричневого кольору, краї біло-сірі, мереживні.

- м'ясо-пептонний бульйон (МПБ):

- а) білі пластівці на поверхні середовища;
- б) плівка на поверхні, від якої вниз спускаються ниткоподібні вирости («сталактити»).

- б) селективні поживні середовища

- середовище Туманського — МПА, генціанвіолет, дефібринована кров;
- цистеїновий агар;

### Антигенна будова
- К-антиген — глікопротеїновий, термолабільний;
- О-антиген — ліпополісахаридний термостабільний;
- Протективні антигени:

- V-антиген — білковий;
- W-антиген — ліпополіцукридний;

- Перехресно-реагуючі — до еритроцитів людей з 0(І) групою крові (система АВО)

### Біохімічна активність
- не розріджують желатину
- не ферментують рамнозу, цукрозу
- ферментують декстрин
- утилізують гліцерин

### Факторипатогенності
- Адгезини — капсула, пілі
- Ферменти патогенності:

- гемолізин;
- фібринолізин;
- плазмокоагулаза;
- уреаза;

- Перехресно-реагуючі антигени
- Алергени (формують ГЧУТ);
- Екзотоксин («мишачий токсин») — гістотоксин, пригнічує мітохондріальне дихання клітин;
- Ендотоксин;
- Антифагоцитарні фактори (забезпечують незавершений фагоцитоз):

- капсула;
- протективні антигени;
- аденілатциклаза;

Патогенність Yersinia pestis полягає в двох антифагоцитарних антигенах, званих F1 і VW, обидва істотні для вірулентності. Ці антигени виробляє бактерія при температурі 37 °C. Окрім цього, Y. pestis виживає і виробляє F1 і VW антигени усередині кров'яних клітин, таких, наприклад, як моноцити, виключенням є поліморфноядерні нейтрофільні гранулоцити.

### Біовари
Як вважають, послідовне утворення різних біологічних варіантів (біоварів) чумної палички у живій природі відповідає черговості історичних пандемій чуми. Біовар Antiqua вважають відповідальним за Юстиніанову чуму. Невідомо, чи був цей біовар причиною раніших, менших епідемій, або ж ці випадки взагалі не були епідеміями чуми. Біовар Medievalis вважають пов'язаним з «Чорною смертю». Біовар Orientalis пов'язують з третьою пандемією чуми і більшістю сучасних спалахів чуми. Існує певна закономірність у сучасному географічному поширенні цих біоварів. Antiqua поширений у Африці й Центральній Азії. Medievalis в даний час зустрічається тільки в Центральній Азії. Orientalis наразі найбільш поширений за інші біовари, виділяють його від тварин на всіх континентах, окрім Антарктиди, Європи й територій Океанії. Є ще біовар Microtus, який у людей хворобу жодного разу ще не спричинив і виділяли його лише у тварин.

### Геном
Розшифровані й доступні повні генетичні послідовності для двох з трьох підвидів бактерії: штаму KIM (з біовару Medievalis) і штаму CO92 (з біовару Orientalis, отриманого з клінічного ізолята з США).
Станом на 2006 рік ще не закінчили генну послідовність штаму з біовару Antiqua. Хромосоми штаму KIM складаються з 4 600 755 парних основ, в штамі CO92 — 4 653 728 парних основ. Як і споріднені Yersinia pseudotuberculosis і Yersinia enterocolitica, бактерія Y. pestis містить плазміди pCD1. Додатково, вона також містить плазміди pPCP1 і pMT1, яких немає у інших видів роду Yersinia. Перераховані плазміди і «острів патогенності», названий HPI, кодують білки, які є причиною такої значної патогенності цієї бактерії для людей. Крім всього іншого ці вірулентні чинники потрібні для бактерійної адгезії і ін'єкції білків в клітину хазяїна, вторгнення самої бактерії всередину клітини-мішені, захоплення і скріплення заліза, здобутого з червоних кров'яних тілець. Вважають, що бактерія Y. pestis виникла внаслідок мутації від Y. pseudotuberculosis, відмінність тільки у присутності специфічних вірулентних плазмідів.